# Allium rhodopeum
Allium rhodopeum là một loài thực vật có hoa trong họ Amaryllidaceae. Loài này được Velen. mô tả khoa học đầu tiên năm 1890.